# Transcendentale jeg
Det transcendentale jeg er postuleret af Immanuel Kant i hovedværket Kritik af den rene fornuft, som et jeg, der er hævet over anskuelsesformerne tid og rum. Det transcendentale jeg skaber kontinuitet mellem de enkelte bevidsthedsoplevelser.